# Liste der Wappen im Rhein-Erft-Kreis
Diese Liste beinhaltet – geordnet nach der Verwaltungsgliederung – alle in der Wikipedia gelisteten Wappen des Rhein-Erft-Kreises in Nordrhein-Westfalen, inklusive historischer Wappen. Alle Städte, Gemeinden und Kreise in Nordrhein-Westfalen führen ein Wappen. Sie sind über die Navigationsleiste am Ende der Seite erreichbar.

## Rhein-Erft-Kreis

Wappen des Rhein-Erft-Kreises
Der Rhein-Erft-Kreis in Nordrhein-Westfalen

Wappen der Stadt Bedburg
Wappen der Stadt Bergheim
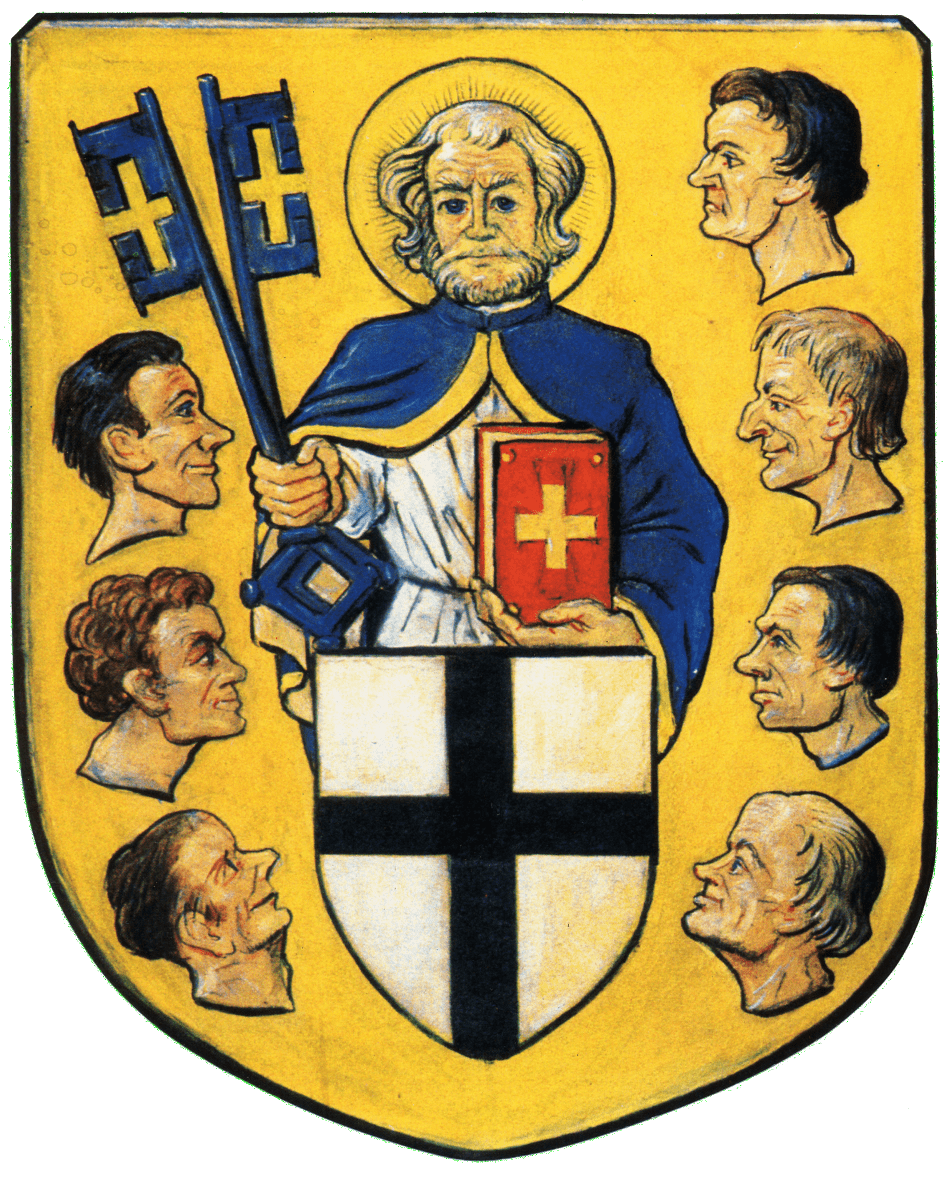
Wappen der Stadt Brühl
Wappen der Stadt Elsdorf
Wappen der Stadt Erftstadt
Wappen der Stadt Frechen
Wappen der Stadt Hürth
Wappen der Stadt Kerpen
Wappen der Stadt Pulheim
Wappen der Stadt Wesseling